# Футбольная ассоциация Тринидада и Тобаго
Футбольная ассоциация Тринидада и Тобаго (англ. Trinidad and Tobago Football Association), сокращённо ТТФА (TTFA) — управляющая организация, осуществляющая контроль за развитием любительского и профессионального футбола на Тринидаде и Тобаго, управлением национальным чемпионатом и назначением судей на матчи чемпионата, а также подготовкой всех сборных. Является членом ФИФА и КОНКАКАФ. Штаб расположен в городе Порт-оф-Спейн. С 1992 по 1 июля 2013 называлась Футбольная федерация Тринидада и Тобаго (англ. Trinidad and Tobago Football Federation).

## История

### Участие в чемпионатах мира
Ассоциация была основана в 1908 году, членом ФИФА стала в 1944 году, а с 1964 года — членом КОНКАКАФ, получив право выступать в отборочном цикле к чемпионату мира 1966 года, но заняла последнее место в группе и не вышла в финальный раунд отбора КОНКАКАФ. В 1973 году команда отстала на два очка от Гаити, не попав в финальную часть чемпионата мира 1974 года: отчасти тому причиной было поражение в личной встрече 4 декабря 1973 года, в ходе которой судья умудрился отменить пять забитых тринидадцами голов.
В 1990 году сборная Тринидада и Тобаго была близка к выходу на чемпионат мира: в решающей встрече против США их устраивала ничья, но гол Пола Калиджури на 38-й минуте оставил карибскую сборную без чемпионата мира. Только в 2006 году команда Тринидада и Тобаго попала на чемпионат мира, став самой маленькой страной по числу населения среди участников того турнира (её рекорд по численности населения среди самых маленьких стран был перебит Исландией в 2018 году). На турнире тринидадцы попали в одну группу с командами Англии, Парагвая и Швеции, сыграв со шведами вничью и проиграв остальные два матча (причём против сборной Англии тринидадцы держались 83 минуты игрового времени, не давая англичанам забить, и сами забили гол, отменённый из-за положения «вне игры»). В дальнейшем на чемпионаты мира сборная по состоянию на 2022 год больше не квалифицировалась.

### Дело о премиальных
Однако выступление обернулось скандалом с участием федерации, которая не договорилась с игроками о премиальных: игроки настаивали на том, чтобы половина от прибыли Федерации за участие в Кубке мира была выплачена игрокам. По итогам турнира Федерация объявила, что чистая прибыль составила 282 952 тринидадских доллара, и потому каждому игроку причитались 5600 долларов, однако футболисты отвергли предложение. Федерация решила учесть доходы за квалификационный турнир и предложила разделить между игроками сумму в 950 тысяч тринидадских долларов, но и это предложение игроки не приняли, потребовав полный отчёт о доходах и получив отказ.
Шестнадцать игроков после чемпионата мира не были вызваны в национальную сборную на ноябрьский матч против Австрии и обвинили федерацию в их целенаправленном бойкоте. Не попавшими в заявку оказались Марвин Эндрюс, Крис Берчелл, Атиба Чарльз, Иэн Кокс, Корнелл Глен, Сид Грей, Шака Хислоп, Келвин Джек, Эйвери Джон, Стерн Джон, Кенуайн Джонс, Коллин Сэмьюэл, Брент Санчо, Ортис Уитли, Эванс Уайз и Энтони Вулф. Федерация возложила ответственность за невызов игроков на тренера Вима Рейсбергена.
30 июня 2007 года игроки подали в суд на Федерацию футбола Тринидада и Тобаго. Согласно расследованию от августа 2007 года, было установлено сокрытие минимум 173,5 миллиона тринидадских долларов в качестве дохода федерации без учёта бонусов в размере 32 миллионов тринидадских долларов, которые Федерация получила от правительства и от продажи телеправ на трансляцию матчей сборной в Европе. Игрокам с учётом этих доходов теоретически причиталось по 6,5 млн. тринидадских долларов каждому.
Футбольная федерация решила отменить негласный запрет на вызов игроков и согласилась рассмотреть дело в Лондонском суде. 18 мая 2008 года британский судья Иан Милл постановил, что сборной причитается половина доходов Федерации от матчей квалификации и товарищеских матчей, однако 9 января 2009 года Федерация потребовала перенести рассмотрение дела в Высокий суд Порт-оф-Спейна, сославшись на то, что адвокаты 16 игроков нарушили положения о конфиденциальности, разгласив некие данные в интервью местной газете и ряду пресс-агентств. Очередное слушание было запланировано на 16 июня 2009 года. В итоге 11 октября 2011 года суд признал правоту игроков: решением судьи Девиндры Рамперсад игрокам причиталась сумма в 4,2 млн. тринидадских долларов (по 710 тысяч долларов США каждому), а ещё раньше игрокам была присуждена сумма в 7,5 млн. тринидадских долларов. Однако выплату удалось осуществить только в мае 2013 года.
С августа 2012 года штаб федерации располагается в Вудброуке после того, как имущество было конфисковано в связи с просрочкой платежей игрокам.

## Сборные и турниры
В ведении Ассоциации находятся мужская и женская сборная, а также юношеские сборные категорий до 23, до 20, до 17 и до 15 лет и сборные девушек до 20, до 19, до 17 и до 15 лет. Из соревнований в ведении Ассоциации находятся Про-Лига Тринидада и Тобаго, Суперлига (вторая по значимости) и Женская футбольная лига.
Про-Лига была основана в 1999 году и насчитывает 8 команд, женская лига существует с 1986 года и насчитывает 15 команд из двух дивизионов (Премьер-дивизиона и Первого дивизиона). С 1927 года Ассоциация также разыгрывает Кубок Тринидада и Тобаго.